# Masalia buchanani
Masalia buchanani là một loài bướm đêm trong họ Noctuidae.